# Parenté entre les rois Baudouin Ier et II de Jérusalem

La question de la parenté entre les rois Baudouin Ier et Baudouin II de Jérusalem a longtemps intrigué les historiens. Initialement mentionné par Guillaume de Tyr, elle est reprise par plusieurs historiens, dont René Grousset, Jacques Heers, Régine Pernoud, mais sans que personne soit capable de la préciser. Différentes hypothèses ont été mentionnées dans des études.

## Mention du cousinage
Guillaume de Tyr est un croisé de la seconde génération, né en Terre Sainte aux environs de 1130. Après des études en Europe, il revient en 1165 à Jérusalem où, après plusieurs missions diplomatiques, il est nommé précepteur du prince héritier Baudouin en 1169. Il devient également chancelier du royaume de Jérusalem en 1174. Ces deux fonctions lui ont donné accès aux archives royales, ce qui lui a permis de rédiger une Histoire.
Il mentionne le cousinage entre les deux Baudouin à deux reprises dans son récit.
Il parle de cette parenté pour la première fois lors du décès de Godefroy de Bouillon, quand son frère Baudouin Ier décide de prendre sa succession et confie le Comté d'Édesse à son cousin Baudouin de Bourcq :

« Dominus vero Balduinus, Edessanorum comes, reddita sibi egregia Medorum metropoli, Meletenia, fausta felicitate fruebatur; et perdomitis hostibus in circuitu admodum, aliquam sibi pacem et populo suo per Dei gratiam obtinebat: cum ecce nuntius ab Hierosolymis properans, dominum ducem vita decessisse nuntiat; cognitoque quod amici et fideles fratris defuncti eum instanter vocabant, ut ad regni maturaret successionem, congregato sibi ducentorum equitum et octingentorum peditum comitatu, resignata terra in manus cujusdam consanguinei sui, viri prudentis et egregii, domini videlicet Balduini de Burgo qui, sicuti in illo comitatu, ita postmodum et in regno successit »

« Cependant le comte d'Edesse, après avoir reçu la soumission de la belle métropole de la Médie, la ville de Mélitène, jouissait en paix de toute sa prospérité ; il avait vaincu tous ses ennemis sur une vaste étendue de terrain autour de lui, et il goûtait enfin quelque repos, ainsi que son peuple, grâce à la protection de Dieu. Tout à coup un messager arrive en toute hâte de Jérusalem, et lui annonce que son frère vient de mourir. Il apprend en même temps que les amis et les fidèles serviteurs du duc l'invitent avec les plus vives instances a venir recueillir sa succession sans le moindre retard ; aussitôt il assemble une troupe de deux cents chevaliers et de huit cents hommes de pied, résigne toutes ses possessions entre les mains de son cousin, homme sage et tout à fait distingué, le seigneur Baudouin du Bourg, qui lui succéda dans son comté, et plus tard dans le royaume de Jérusalem »

— Guillaume de Tyr, Histoire des faits et gestes dans les régions d'Outre-Mer depuis le temps des successeurs de Mahomet jusqu'à l'an 1184, Livre X, chapitre V.
Il aborde de nouveau ce cousinage lors de la succession de Baudouin Ier :

« Secundus Hierosolymorum rex, ex Latinis fuit dominus Balduinus de Burgo, qui cognominatus est Aculeus; vir religiosus ac timens Deum, fide conspicuus, in re militari exercitatus plurimum. Hic fuit natione Francus, de episcopatu Remensi, filius domini Hugonis comitis de Retest, et Milisendis praeclarae comitissae, quae tot dicitur sorores habuisse, unde tanta multitudo filiorum et filiarum dicitur procreata, quantam ii noverunt qui principum genealogias sollicita investigant diligentia. Hic vivente adhuc patre cum aliis nobilibus, qui iter Hierosolymitanum arripuerant, in comitatu domini ducis Godefridi, cujus erat consanguineus, eamdem viam, ea devotione qua alii ingressus est, relinquens domi apud patrem jam grandaevum, fratres duos et sorores totidem, quorum ipse omnium primogenitus erat »

« Le second roi latin de Jérusalem fut le seigneur Baudouin du Bourg, que l'on surnomma l'Aiguillon, homme pieux et rempli de la crainte de Dieu, illustre par sa foi, et ayant une grande expérience dans la science militaire. Il était Franc d'origine et de l'évêché de Reims, fils du seigneur Hugues, comte de Réthel, et de Mélisende, illustre comtesse, qui eut, dit-on, beaucoup de sœurs, et par elles un grand nombre de neveux et de nièces, autant qu'en peuvent connaître ceux qui font une étude particulière des généalogies des princes. Baudouin avait entrepris le pèlerinage de Jérusalem du vivant même de son père : il partit, ainsi que plusieurs autres nobles, avec le cortège qui accompagnait, le duc Godefroi, son cousin, et entra dans cette voie par le sentiment de dévotion qui animait tous les autres, laissant chez lui son père déjà chargé d'ans, et deux frères ainsi que deux sœurs, tous quatre plus jeunes que lui »

— Guillaume de Tyr, Histoire des faits et gestes dans les régions d'Outre-Mer depuis le temps des successeurs de Mahomet jusqu'à l'an 1184, Livre XII, chapitre Ier.
Ce terme de consanguineus, ou de « cousin » semble indiquer des ancêtres communs au plus à la quatrième génération.

## Certitudes
Après l'échec de la croisade populaire, un des premiers contingents armés répondant à l'appel de Clermont et partant en croisade, est, en août 1096, un groupe commandé par le duc de Basse-Lotharingie, Godefroi de Bouillon. Godefroi de Bouillon compte parmi ses compagnons son frère cadet Baudoin de Boulogne, futur Baudouin Ier de Jérusalem, un autre frère, Eustache III de Boulogne, et Baudoin de Bourcq, futur Baudouin II de Jérusalem. Les frères Godefroi, Baudoin et Eustache, sont les fils d'Eustache II et d'Ide de Boulogne. Eustache II de Boulogne est le fils aîné d'Eustache Ier († 1047), comte de Boulogne et de Lens, et de Mathilde de Louvain, fille du comte Lambert Ier de Louvain. Ide de Boulogne est la fille de Godefroi II le Barbu, duc de Basse-Lotharingie, et de Doda. 
L'ascendance de Baudouin II est moins bien connue. Il descend des comtes de Rethel par son père, et des seigneurs de Monthléry par sa mère,.
|                                          |                                          |                                          |                                          |                                           |                                           |                                           |                                           | Arnoul (v.951-993) cte de Frise occ. ép.Luitgarde de Luxembourg | Arnoul (v.951-993) cte de Frise occ. ép.Luitgarde de Luxembourg | Arnoul (v.951-993) cte de Frise occ. ép.Luitgarde de Luxembourg | Arnoul (v.951-993) cte de Frise occ. ép.Luitgarde de Luxembourg | Arnoul (v.951-993) cte de Frise occ. ép.Luitgarde de Luxembourg | Arnoul (v.951-993) cte de Frise occ. ép.Luitgarde de Luxembourg |                                           |                                           | Régnier III (v.920-973) cte de Hainaut ép.Adèle | Régnier III (v.920-973) cte de Hainaut ép.Adèle | Régnier III (v.920-973) cte de Hainaut ép.Adèle | Régnier III (v.920-973) cte de Hainaut ép.Adèle | Régnier III (v.920-973) cte de Hainaut ép.Adèle | Régnier III (v.920-973) cte de Hainaut ép.Adèle |          |          | Charles (v.953-991) duc de Basse-Lotharingie ep.Adèle de Troyes | Charles (v.953-991) duc de Basse-Lotharingie ep.Adèle de Troyes | Charles (v.953-991) duc de Basse-Lotharingie ep.Adèle de Troyes | Charles (v.953-991) duc de Basse-Lotharingie ep.Adèle de Troyes | Charles (v.953-991) duc de Basse-Lotharingie ep.Adèle de Troyes | Charles (v.953-991) duc de Basse-Lotharingie ep.Adèle de Troyes |  |  | Godefroy Ier (†v.993) cte de Verdun ép. Mathilde de Saxe  | Godefroy Ier (†v.993) cte de Verdun ép. Mathilde de Saxe  | Godefroy Ier (†v.993) cte de Verdun ép. Mathilde de Saxe  | Godefroy Ier (†v.993) cte de Verdun ép. Mathilde de Saxe  | Godefroy Ier (†v.993) cte de Verdun ép. Mathilde de Saxe  | Godefroy Ier (†v.993) cte de Verdun ép. Mathilde de Saxe  |                         |                         |                         |                         |      |      |      |      |  |  | Manassès Ier (†ap.989) cte de Rethel ép.Ordela de Castres | Manassès Ier (†ap.989) cte de Rethel ép.Ordela de Castres | Manassès Ier (†ap.989) cte de Rethel ép.Ordela de Castres | Manassès Ier (†ap.989) cte de Rethel ép.Ordela de Castres | Manassès Ier (†ap.989) cte de Rethel ép.Ordela de Castres | Manassès Ier (†ap.989) cte de Rethel ép.Ordela de Castres |                                                    |                                                    |                                                     |                                                     |                                                     |                                                     |                                                     |                                                     |                        |                        |                        |                        |                    |                    |                    |                    |  |  |  |  |  |  |  |  |  |  |  |  |  |  |  |  |  |  |  |  |  |  |  |  |  |  |  |  |  |  |  |  |
|                                          |                                          |                                          |                                          |                                           |                                           |                                           |                                           | Arnoul (v.951-993) cte de Frise occ. ép.Luitgarde de Luxembourg | Arnoul (v.951-993) cte de Frise occ. ép.Luitgarde de Luxembourg | Arnoul (v.951-993) cte de Frise occ. ép.Luitgarde de Luxembourg | Arnoul (v.951-993) cte de Frise occ. ép.Luitgarde de Luxembourg | Arnoul (v.951-993) cte de Frise occ. ép.Luitgarde de Luxembourg | Arnoul (v.951-993) cte de Frise occ. ép.Luitgarde de Luxembourg |                                           |                                           | Régnier III (v.920-973) cte de Hainaut ép.Adèle | Régnier III (v.920-973) cte de Hainaut ép.Adèle | Régnier III (v.920-973) cte de Hainaut ép.Adèle | Régnier III (v.920-973) cte de Hainaut ép.Adèle | Régnier III (v.920-973) cte de Hainaut ép.Adèle | Régnier III (v.920-973) cte de Hainaut ép.Adèle |          |          | Charles (v.953-991) duc de Basse-Lotharingie ep.Adèle de Troyes | Charles (v.953-991) duc de Basse-Lotharingie ep.Adèle de Troyes | Charles (v.953-991) duc de Basse-Lotharingie ep.Adèle de Troyes | Charles (v.953-991) duc de Basse-Lotharingie ep.Adèle de Troyes | Charles (v.953-991) duc de Basse-Lotharingie ep.Adèle de Troyes | Charles (v.953-991) duc de Basse-Lotharingie ep.Adèle de Troyes |  |  | Godefroy Ier (†v.993) cte de Verdun ép. Mathilde de Saxe  | Godefroy Ier (†v.993) cte de Verdun ép. Mathilde de Saxe  | Godefroy Ier (†v.993) cte de Verdun ép. Mathilde de Saxe  | Godefroy Ier (†v.993) cte de Verdun ép. Mathilde de Saxe  | Godefroy Ier (†v.993) cte de Verdun ép. Mathilde de Saxe  | Godefroy Ier (†v.993) cte de Verdun ép. Mathilde de Saxe  |                         |                         |                         |                         |      |      |      |      |  |  | Manassès Ier (†ap.989) cte de Rethel ép.Ordela de Castres | Manassès Ier (†ap.989) cte de Rethel ép.Ordela de Castres | Manassès Ier (†ap.989) cte de Rethel ép.Ordela de Castres | Manassès Ier (†ap.989) cte de Rethel ép.Ordela de Castres | Manassès Ier (†ap.989) cte de Rethel ép.Ordela de Castres | Manassès Ier (†ap.989) cte de Rethel ép.Ordela de Castres |                                                    |                                                    |                                                     |                                                     |                                                     |                                                     |                                                     |                                                     |                        |                        |                        |                        |                    |                    |                    |                    |  |  |  |  |  |  |  |  |  |  |  |  |  |  |  |  |  |  |  |  |  |  |  |  |  |  |  |  |  |  |  |  |
| Baudouin II (v.976–1032) cte de Boulogne | Baudouin II (v.976–1032) cte de Boulogne | Baudouin II (v.976–1032) cte de Boulogne | Baudouin II (v.976–1032) cte de Boulogne | Baudouin II (v.976–1032) cte de Boulogne  | Baudouin II (v.976–1032) cte de Boulogne  |                                           |                                           | Adélaïde (†v.1045)                                              | Adélaïde (†v.1045)                                              | Adélaïde (†v.1045)                                              | Adélaïde (†v.1045)                                              | Adélaïde (†v.1045)                                              | Adélaïde (†v.1045)                                              |                                           |                                           | Lambert Ier (†1015) cte de Louvain              | Lambert Ier (†1015) cte de Louvain              | Lambert Ier (†1015) cte de Louvain              | Lambert Ier (†1015) cte de Louvain              | Lambert Ier (†1015) cte de Louvain              | Lambert Ier (†1015) cte de Louvain              |          |          | Gerberge                                                        | Gerberge                                                        | Gerberge                                                        | Gerberge                                                        | Gerberge                                                        | Gerberge                                                        |  |  | Gothelon Ier (v.970-1044) duc de Lotharingie              | Gothelon Ier (v.970-1044) duc de Lotharingie              | Gothelon Ier (v.970-1044) duc de Lotharingie              | Gothelon Ier (v.970-1044) duc de Lotharingie              | Gothelon Ier (v.970-1044) duc de Lotharingie              | Gothelon Ier (v.970-1044) duc de Lotharingie              |                         |                         |                         |                         |      |      |      |      |  |  | Manassès II (†ap.1026) cte de Rethel ép.Dada              | Manassès II (†ap.1026) cte de Rethel ép.Dada              | Manassès II (†ap.1026) cte de Rethel ép.Dada              | Manassès II (†ap.1026) cte de Rethel ép.Dada              | Manassès II (†ap.1026) cte de Rethel ép.Dada              | Manassès II (†ap.1026) cte de Rethel ép.Dada              |                                                    |                                                    | Thibaud File Etoupes (v. 970-1031) sgr de Montlhéry | Thibaud File Etoupes (v. 970-1031) sgr de Montlhéry | Thibaud File Etoupes (v. 970-1031) sgr de Montlhéry | Thibaud File Etoupes (v. 970-1031) sgr de Montlhéry | Thibaud File Etoupes (v. 970-1031) sgr de Montlhéry | Thibaud File Etoupes (v. 970-1031) sgr de Montlhéry |                        |                        |                        |                        |                    |                    |                    |                    |  |  |  |  |  |  |  |  |  |  |  |  |  |  |  |  |  |  |  |  |  |  |  |  |  |  |  |  |  |  |  |  |
| Baudouin II (v.976–1032) cte de Boulogne | Baudouin II (v.976–1032) cte de Boulogne | Baudouin II (v.976–1032) cte de Boulogne | Baudouin II (v.976–1032) cte de Boulogne | Baudouin II (v.976–1032) cte de Boulogne  | Baudouin II (v.976–1032) cte de Boulogne  |                                           |                                           | Adélaïde (†v.1045)                                              | Adélaïde (†v.1045)                                              | Adélaïde (†v.1045)                                              | Adélaïde (†v.1045)                                              | Adélaïde (†v.1045)                                              | Adélaïde (†v.1045)                                              |                                           |                                           | Lambert Ier (†1015) cte de Louvain              | Lambert Ier (†1015) cte de Louvain              | Lambert Ier (†1015) cte de Louvain              | Lambert Ier (†1015) cte de Louvain              | Lambert Ier (†1015) cte de Louvain              | Lambert Ier (†1015) cte de Louvain              |          |          | Gerberge                                                        | Gerberge                                                        | Gerberge                                                        | Gerberge                                                        | Gerberge                                                        | Gerberge                                                        |  |  | Gothelon Ier (v.970-1044) duc de Lotharingie              | Gothelon Ier (v.970-1044) duc de Lotharingie              | Gothelon Ier (v.970-1044) duc de Lotharingie              | Gothelon Ier (v.970-1044) duc de Lotharingie              | Gothelon Ier (v.970-1044) duc de Lotharingie              | Gothelon Ier (v.970-1044) duc de Lotharingie              |                         |                         |                         |                         |      |      |      |      |  |  | Manassès II (†ap.1026) cte de Rethel ép.Dada              | Manassès II (†ap.1026) cte de Rethel ép.Dada              | Manassès II (†ap.1026) cte de Rethel ép.Dada              | Manassès II (†ap.1026) cte de Rethel ép.Dada              | Manassès II (†ap.1026) cte de Rethel ép.Dada              | Manassès II (†ap.1026) cte de Rethel ép.Dada              |                                                    |                                                    | Thibaud File Etoupes (v. 970-1031) sgr de Montlhéry | Thibaud File Etoupes (v. 970-1031) sgr de Montlhéry | Thibaud File Etoupes (v. 970-1031) sgr de Montlhéry | Thibaud File Etoupes (v. 970-1031) sgr de Montlhéry | Thibaud File Etoupes (v. 970-1031) sgr de Montlhéry | Thibaud File Etoupes (v. 970-1031) sgr de Montlhéry |                        |                        |                        |                        |                    |                    |                    |                    |  |  |  |  |  |  |  |  |  |  |  |  |  |  |  |  |  |  |  |  |  |  |  |  |  |  |  |  |  |  |  |  |
|                                          |                                          |                                          |                                          |                                           |                                           |                                           |                                           |                                                                 |                                                                 |                                                                 |                                                                 |                                                                 |                                                                 |                                           |                                           |                                                 |                                                 |                                                 |                                                 |                                                 |                                                 |          |          |                                                                 |                                                                 |                                                                 |                                                                 |                                                                 |                                                                 |  |  |                                                           |                                                           |                                                           |                                                           |                                                           |                                                           |                         |                         |                         |                         |      |      |      |      |  |  |                                                           |                                                           |                                                           |                                                           |                                                           |                                                           |                                                    |                                                    |                                                     |                                                     |                                                     |                                                     |                                                     |                                                     |                        |                        |                        |                        |                    |                    |                    |                    |  |  |  |  |  |  |  |  |  |  |  |  |  |  |  |  |  |  |  |  |  |  |  |  |  |  |  |  |  |  |  |  |
|                                          |                                          |                                          |                                          | Eustache Ier (v.995–1049) cte de Boulogne | Eustache Ier (v.995–1049) cte de Boulogne | Eustache Ier (v.995–1049) cte de Boulogne | Eustache Ier (v.995–1049) cte de Boulogne | Eustache Ier (v.995–1049) cte de Boulogne                       | Eustache Ier (v.995–1049) cte de Boulogne                       |                                                                 |                                                                 |                                                                 |                                                                 |                                           |                                           |                                                 |                                                 |                                                 |                                                 | Mathilde                                        | Mathilde                                        | Mathilde | Mathilde | Mathilde                                                        | Mathilde                                                        |                                                                 |                                                                 |                                                                 |                                                                 |  |  | Godefroy II (†1069) duc de B-Lotharingie                  | Godefroy II (†1069) duc de B-Lotharingie                  | Godefroy II (†1069) duc de B-Lotharingie                  | Godefroy II (†1069) duc de B-Lotharingie                  | Godefroy II (†1069) duc de B-Lotharingie                  | Godefroy II (†1069) duc de B-Lotharingie                  |                         |                         | Doda                    | Doda                    | Doda | Doda | Doda | Doda |  |  | Manassès III (†1081) cte de Rethel ép.Judith              | Manassès III (†1081) cte de Rethel ép.Judith              | Manassès III (†1081) cte de Rethel ép.Judith              | Manassès III (†1081) cte de Rethel ép.Judith              | Manassès III (†1081) cte de Rethel ép.Judith              | Manassès III (†1081) cte de Rethel ép.Judith              |                                                    |                                                    | Gui Ier (v. 1015-1095) seigneur de Montlhéry        | Gui Ier (v. 1015-1095) seigneur de Montlhéry        | Gui Ier (v. 1015-1095) seigneur de Montlhéry        | Gui Ier (v. 1015-1095) seigneur de Montlhéry        | Gui Ier (v. 1015-1095) seigneur de Montlhéry        | Gui Ier (v. 1015-1095) seigneur de Montlhéry        |                        |                        | Hodierne de Gometz     | Hodierne de Gometz     | Hodierne de Gometz | Hodierne de Gometz | Hodierne de Gometz | Hodierne de Gometz |  |  |  |  |  |  |  |  |  |  |  |  |  |  |  |  |  |  |  |  |  |  |  |  |  |  |  |  |  |  |  |  |
|                                          |                                          |                                          |                                          | Eustache Ier (v.995–1049) cte de Boulogne | Eustache Ier (v.995–1049) cte de Boulogne | Eustache Ier (v.995–1049) cte de Boulogne | Eustache Ier (v.995–1049) cte de Boulogne | Eustache Ier (v.995–1049) cte de Boulogne                       | Eustache Ier (v.995–1049) cte de Boulogne                       |                                                                 |                                                                 |                                                                 |                                                                 |                                           |                                           |                                                 |                                                 |                                                 |                                                 | Mathilde                                        | Mathilde                                        | Mathilde | Mathilde | Mathilde                                                        | Mathilde                                                        |                                                                 |                                                                 |                                                                 |                                                                 |  |  | Godefroy II (†1069) duc de B-Lotharingie                  | Godefroy II (†1069) duc de B-Lotharingie                  | Godefroy II (†1069) duc de B-Lotharingie                  | Godefroy II (†1069) duc de B-Lotharingie                  | Godefroy II (†1069) duc de B-Lotharingie                  | Godefroy II (†1069) duc de B-Lotharingie                  |                         |                         | Doda                    | Doda                    | Doda | Doda | Doda | Doda |  |  | Manassès III (†1081) cte de Rethel ép.Judith              | Manassès III (†1081) cte de Rethel ép.Judith              | Manassès III (†1081) cte de Rethel ép.Judith              | Manassès III (†1081) cte de Rethel ép.Judith              | Manassès III (†1081) cte de Rethel ép.Judith              | Manassès III (†1081) cte de Rethel ép.Judith              |                                                    |                                                    | Gui Ier (v. 1015-1095) seigneur de Montlhéry        | Gui Ier (v. 1015-1095) seigneur de Montlhéry        | Gui Ier (v. 1015-1095) seigneur de Montlhéry        | Gui Ier (v. 1015-1095) seigneur de Montlhéry        | Gui Ier (v. 1015-1095) seigneur de Montlhéry        | Gui Ier (v. 1015-1095) seigneur de Montlhéry        |                        |                        | Hodierne de Gometz     | Hodierne de Gometz     | Hodierne de Gometz | Hodierne de Gometz | Hodierne de Gometz | Hodierne de Gometz |  |  |  |  |  |  |  |  |  |  |  |  |  |  |  |  |  |  |  |  |  |  |  |  |  |  |  |  |  |  |  |  |
|                                          |                                          |                                          |                                          |                                           |                                           |                                           |                                           |                                                                 |                                                                 |                                                                 |                                                                 |                                                                 |                                                                 |                                           |                                           |                                                 |                                                 |                                                 |                                                 |                                                 |                                                 |          |          |                                                                 |                                                                 |                                                                 |                                                                 |                                                                 |                                                                 |  |  |                                                           |                                                           |                                                           |                                                           |                                                           |                                                           |                         |                         |                         |                         |      |      |      |      |  |  |                                                           |                                                           |                                                           |                                                           |                                                           |                                                           |                                                    |                                                    |                                                     |                                                     |                                                     |                                                     |                                                     |                                                     |                        |                        |                        |                        |                    |                    |                    |                    |  |  |  |  |  |  |  |  |  |  |  |  |  |  |  |  |  |  |  |  |  |  |  |  |  |  |  |  |  |  |  |  |
|                                          |                                          |                                          |                                          |                                           |                                           |                                           |                                           |                                                                 |                                                                 |                                                                 |                                                                 | Eustache II (v.1020–1085) cte de Boulogne                       | Eustache II (v.1020–1085) cte de Boulogne                       | Eustache II (v.1020–1085) cte de Boulogne | Eustache II (v.1020–1085) cte de Boulogne | Eustache II (v.1020–1085) cte de Boulogne       | Eustache II (v.1020–1085) cte de Boulogne       |                                                 |                                                 |                                                 |                                                 |          |          |                                                                 |                                                                 |                                                                 |                                                                 |                                                                 |                                                                 |  |  |                                                           |                                                           |                                                           |                                                           | Ide de Lorraine (†1113)                                   | Ide de Lorraine (†1113)                                   | Ide de Lorraine (†1113) | Ide de Lorraine (†1113) | Ide de Lorraine (†1113) | Ide de Lorraine (†1113) |      |      |      |      |  |  | Hugues Ier († 1118) comte de Rethel                       | Hugues Ier († 1118) comte de Rethel                       | Hugues Ier († 1118) comte de Rethel                       | Hugues Ier († 1118) comte de Rethel                       | Hugues Ier († 1118) comte de Rethel                       | Hugues Ier († 1118) comte de Rethel                       |                                                    |                                                    |                                                     |                                                     |                                                     |                                                     | Mélisende de Montlhéry                              | Mélisende de Montlhéry                              | Mélisende de Montlhéry | Mélisende de Montlhéry | Mélisende de Montlhéry | Mélisende de Montlhéry |                    |                    |                    |                    |  |  |  |  |  |  |  |  |  |  |  |  |  |  |  |  |  |  |  |  |  |  |  |  |  |  |  |  |  |  |  |  |
|                                          |                                          |                                          |                                          |                                           |                                           |                                           |                                           |                                                                 |                                                                 |                                                                 |                                                                 | Eustache II (v.1020–1085) cte de Boulogne                       | Eustache II (v.1020–1085) cte de Boulogne                       | Eustache II (v.1020–1085) cte de Boulogne | Eustache II (v.1020–1085) cte de Boulogne | Eustache II (v.1020–1085) cte de Boulogne       | Eustache II (v.1020–1085) cte de Boulogne       |                                                 |                                                 |                                                 |                                                 |          |          |                                                                 |                                                                 |                                                                 |                                                                 |                                                                 |                                                                 |  |  |                                                           |                                                           |                                                           |                                                           | Ide de Lorraine (†1113)                                   | Ide de Lorraine (†1113)                                   | Ide de Lorraine (†1113) | Ide de Lorraine (†1113) | Ide de Lorraine (†1113) | Ide de Lorraine (†1113) |      |      |      |      |  |  | Hugues Ier († 1118) comte de Rethel                       | Hugues Ier († 1118) comte de Rethel                       | Hugues Ier († 1118) comte de Rethel                       | Hugues Ier († 1118) comte de Rethel                       | Hugues Ier († 1118) comte de Rethel                       | Hugues Ier († 1118) comte de Rethel                       |                                                    |                                                    |                                                     |                                                     |                                                     |                                                     | Mélisende de Montlhéry                              | Mélisende de Montlhéry                              | Mélisende de Montlhéry | Mélisende de Montlhéry | Mélisende de Montlhéry | Mélisende de Montlhéry |                    |                    |                    |                    |  |  |  |  |  |  |  |  |  |  |  |  |  |  |  |  |  |  |  |  |  |  |  |  |  |  |  |  |  |  |  |  |
|                                          |                                          |                                          |                                          |                                           |                                           |                                           |                                           |                                                                 |                                                                 |                                                                 |                                                                 |                                                                 |                                                                 |                                           |                                           |                                                 |                                                 |                                                 |                                                 |                                                 |                                                 |          |          |                                                                 |                                                                 |                                                                 |                                                                 |                                                                 |                                                                 |  |  |                                                           |                                                           |                                                           |                                                           |                                                           |                                                           |                         |                         |                         |                         |      |      |      |      |  |  |                                                           |                                                           |                                                           |                                                           |                                                           |                                                           |                                                    |                                                    |                                                     |                                                     |                                                     |                                                     |                                                     |                                                     |                        |                        |                        |                        |                    |                    |                    |                    |  |  |  |  |  |  |  |  |  |  |  |  |  |  |  |  |  |  |  |  |  |  |  |  |  |  |  |  |  |  |  |  |
|                                          |                                          |                                          |                                          |                                           |                                           |                                           |                                           |                                                                 |                                                                 |                                                                 |                                                                 |                                                                 |                                                                 |                                           |                                           |                                                 |                                                 |                                                 |                                                 |                                                 |                                                 |          |          |                                                                 |                                                                 |                                                                 |                                                                 |                                                                 |                                                                 |  |  |                                                           |                                                           |                                                           |                                                           |                                                           |                                                           |                         |                         |                         |                         |      |      |      |      |  |  |                                                           |                                                           |                                                           |                                                           |                                                           |                                                           |                                                    |                                                    |                                                     |                                                     |                                                     |                                                     |                                                     |                                                     |                        |                        |                        |                        |                    |                    |                    |                    |  |  |  |  |  |  |  |  |  |  |  |  |  |  |  |  |  |  |  |  |  |  |  |  |  |  |  |  |  |  |  |  |
|                                          |                                          |                                          |                                          |                                           |                                           |                                           |                                           |                                                                 |                                                                 |                                                                 |                                                                 |                                                                 |                                                                 |                                           |                                           | Eustache III (†1125) cte de Boulogne            | Eustache III (†1125) cte de Boulogne            | Eustache III (†1125) cte de Boulogne            | Eustache III (†1125) cte de Boulogne            | Eustache III (†1125) cte de Boulogne            | Eustache III (†1125) cte de Boulogne            |          |          | Godefroi de Bouillon (v.1060-1099) avoué du Saint Sépulchre     | Godefroi de Bouillon (v.1060-1099) avoué du Saint Sépulchre     | Godefroi de Bouillon (v.1060-1099) avoué du Saint Sépulchre     | Godefroi de Bouillon (v.1060-1099) avoué du Saint Sépulchre     | Godefroi de Bouillon (v.1060-1099) avoué du Saint Sépulchre     | Godefroi de Bouillon (v.1060-1099) avoué du Saint Sépulchre     |  |  | Baudouin Ier (v. 1065–1118) cte d'Édesse roi de Jérusalem | Baudouin Ier (v. 1065–1118) cte d'Édesse roi de Jérusalem | Baudouin Ier (v. 1065–1118) cte d'Édesse roi de Jérusalem | Baudouin Ier (v. 1065–1118) cte d'Édesse roi de Jérusalem | Baudouin Ier (v. 1065–1118) cte d'Édesse roi de Jérusalem | Baudouin Ier (v. 1065–1118) cte d'Édesse roi de Jérusalem |                         |                         |                         |                         |      |      |      |      |  |  |                                                           |                                                           |                                                           |                                                           |                                                           |                                                           | Baudouin II († 1131) cte d'Édesse roi de Jérusalem | Baudouin II († 1131) cte d'Édesse roi de Jérusalem | Baudouin II († 1131) cte d'Édesse roi de Jérusalem  | Baudouin II († 1131) cte d'Édesse roi de Jérusalem  | Baudouin II († 1131) cte d'Édesse roi de Jérusalem  | Baudouin II († 1131) cte d'Édesse roi de Jérusalem  |                                                     |                                                     |                        |                        |                        |                        |                    |                    |                    |                    |  |  |  |  |  |  |  |  |  |  |  |  |  |  |  |  |  |  |  |  |  |  |  |  |  |  |  |  |  |  |  |  |

L'étude des ascendances respectives des deux Baudouin ne permet pas de mettre en évidence une parenté, mais les lacunes dans les deux ascendances n'excluent pas une telle possibilité. 

## Hypothèses
Diverses explications ont été proposées pour expliquer cette parenté :

### Hypothèse 1: Judith, comtesse de Rethel, est fille d'EustacheIerde Boulogne
|                      |                      |                      |                      |                                                |                                                |                                                |                                                | Eustache Ier comte de Boulogne                 |                                                |              |              |              |              |        |        |                                                      |                                                      |                                                      |                                                      |                                                      |                                                      |                              |                              |                              |                              |  |  |  |  |  |  |  |  |  |  |  |  |  |  |  |  |  |  |  |  |
|                      |                      |                      |                      |                                                |                                                |                                                |                                                |                                                |                                                |              |              |              |              |        |        |                                                      |                                                      |                                                      |                                                      |                                                      |                                                      |                              |                              |                              |                              |  |  |  |  |  |  |  |  |  |  |  |  |  |  |  |  |  |  |  |  |
|                      |                      |                      |                      |                                                |                                                |                                                |                                                |                                                |                                                |              |              |              |              |        |        |                                                      |                                                      |                                                      |                                                      |                                                      |                                                      |                              |                              |                              |                              |  |  |  |  |  |  |  |  |  |  |  |  |  |  |  |  |  |  |  |  |
|                      |                      |                      |                      | Eustache II comte de Boulogne ép.Ide de Verdun | Eustache II comte de Boulogne ép.Ide de Verdun | Eustache II comte de Boulogne ép.Ide de Verdun | Eustache II comte de Boulogne ép.Ide de Verdun | Eustache II comte de Boulogne ép.Ide de Verdun | Eustache II comte de Boulogne ép.Ide de Verdun |              |              | Judith       | Judith       | Judith | Judith | Judith                                               | Judith                                               |                                                      |                                                      | Manassès III comte de Rethel                         | Manassès III comte de Rethel                         | Manassès III comte de Rethel | Manassès III comte de Rethel | Manassès III comte de Rethel | Manassès III comte de Rethel |  |  |  |  |  |  |  |  |  |  |  |  |  |  |  |  |  |  |  |  |
|                      |                      |                      |                      | Eustache II comte de Boulogne ép.Ide de Verdun | Eustache II comte de Boulogne ép.Ide de Verdun | Eustache II comte de Boulogne ép.Ide de Verdun | Eustache II comte de Boulogne ép.Ide de Verdun | Eustache II comte de Boulogne ép.Ide de Verdun | Eustache II comte de Boulogne ép.Ide de Verdun |              |              | Judith       | Judith       | Judith | Judith | Judith                                               | Judith                                               |                                                      |                                                      | Manassès III comte de Rethel                         | Manassès III comte de Rethel                         | Manassès III comte de Rethel | Manassès III comte de Rethel | Manassès III comte de Rethel | Manassès III comte de Rethel |  |  |  |  |  |  |  |  |  |  |  |  |  |  |  |  |  |  |  |  |
|                      |                      |                      |                      |                                                |                                                |                                                |                                                |                                                |                                                |              |              |              |              |        |        |                                                      |                                                      |                                                      |                                                      |                                                      |                                                      |                              |                              |                              |                              |  |  |  |  |  |  |  |  |  |  |  |  |  |  |  |  |  |  |  |  |
|                      |                      |                      |                      |                                                |                                                |                                                |                                                |                                                |                                                |              |              |              |              |        |        |                                                      |                                                      |                                                      |                                                      |                                                      |                                                      |                              |                              |                              |                              |  |  |  |  |  |  |  |  |  |  |  |  |  |  |  |  |  |  |  |  |
| Godefroy de Bouillon | Godefroy de Bouillon | Godefroy de Bouillon | Godefroy de Bouillon | Godefroy de Bouillon                           | Godefroy de Bouillon                           |                                                |                                                | Baudouin Ier                                   | Baudouin Ier                                   | Baudouin Ier | Baudouin Ier | Baudouin Ier | Baudouin Ier |        |        | Hugues Ier comte de Rethel ép.Mélisende de Montlhéry | Hugues Ier comte de Rethel ép.Mélisende de Montlhéry | Hugues Ier comte de Rethel ép.Mélisende de Montlhéry | Hugues Ier comte de Rethel ép.Mélisende de Montlhéry | Hugues Ier comte de Rethel ép.Mélisende de Montlhéry | Hugues Ier comte de Rethel ép.Mélisende de Montlhéry |                              |                              |                              |                              |  |  |  |  |  |  |  |  |  |  |  |  |  |  |  |  |  |  |  |  |
| Godefroy de Bouillon | Godefroy de Bouillon | Godefroy de Bouillon | Godefroy de Bouillon | Godefroy de Bouillon                           | Godefroy de Bouillon                           |                                                |                                                | Baudouin Ier                                   | Baudouin Ier                                   | Baudouin Ier | Baudouin Ier | Baudouin Ier | Baudouin Ier |        |        | Hugues Ier comte de Rethel ép.Mélisende de Montlhéry | Hugues Ier comte de Rethel ép.Mélisende de Montlhéry | Hugues Ier comte de Rethel ép.Mélisende de Montlhéry | Hugues Ier comte de Rethel ép.Mélisende de Montlhéry | Hugues Ier comte de Rethel ép.Mélisende de Montlhéry | Hugues Ier comte de Rethel ép.Mélisende de Montlhéry |                              |                              |                              |                              |  |  |  |  |  |  |  |  |  |  |  |  |  |  |  |  |  |  |  |  |
|                      |                      |                      |                      |                                                |                                                |                                                |                                                |                                                |                                                |              |              |              |              |        |        | Baudouin II                                          |                                                      |                                                      |                                                      |                                                      |                                                      |                              |                              |                              |                              |  |  |  |  |  |  |  |  |  |  |  |  |  |  |  |  |  |  |  |  |

Cette thèse est exposée dans le Recueil des Historiens des Croisades (1844-1895, par l'Académie des Inscriptions et des Belles Lettres), puis par Runciman (An History of Crusaders, 1978) et Riley-Smith (The First Crusade, 1977), mais n'est pas argumentée.
En faveur de cette hypothèse, on remarque que les prénoms de Judith et de Baudouin, présents dans la maison de Rethel, le sont également dans la maison de Boulogne, branche cadette de la maison de Flandre, issue du mariage de Baudouin Ier de Flandre et de la carolingienne Judith.
Cependant, on peut s'étonner de l'absence de la mention d'une telle alliance dans la Genealogicae comitum Boloniensis, pourtant bien renseignée.
Une hypothèse proche est celle formulée par Pascal Sabourin : Judith, comtesse de Rethel, serait la sœur d'Eustache Ier de Boulogne.

### Hypothèse 2: Judith, comtesse de Rethel, est fille de Godefroy II de Lotharingie
|                      |                      |                      |                      | Dada                                           | Dada                                           | Dada                                           | Dada                                           | Dada                                           | Dada                                           |              |              | Godefroy II le Barbu duc de Basse Lotharingie | Godefroy II le Barbu duc de Basse Lotharingie | Godefroy II le Barbu duc de Basse Lotharingie | Godefroy II le Barbu duc de Basse Lotharingie | Godefroy II le Barbu duc de Basse Lotharingie        | Godefroy II le Barbu duc de Basse Lotharingie        |                                                      |                                                      |                                                      |                                                      |                              |                              |                              |                              |  |  |  |  |  |  |  |  |  |  |  |  |  |  |  |  |  |  |  |  |
|                      |                      |                      |                      | Dada                                           | Dada                                           | Dada                                           | Dada                                           | Dada                                           | Dada                                           |              |              | Godefroy II le Barbu duc de Basse Lotharingie | Godefroy II le Barbu duc de Basse Lotharingie | Godefroy II le Barbu duc de Basse Lotharingie | Godefroy II le Barbu duc de Basse Lotharingie | Godefroy II le Barbu duc de Basse Lotharingie        | Godefroy II le Barbu duc de Basse Lotharingie        |                                                      |                                                      |                                                      |                                                      |                              |                              |                              |                              |  |  |  |  |  |  |  |  |  |  |  |  |  |  |  |  |  |  |  |  |
|                      |                      |                      |                      |                                                |                                                |                                                |                                                |                                                |                                                |              |              |                                               |                                               |                                               |                                               |                                                      |                                                      |                                                      |                                                      |                                                      |                                                      |                              |                              |                              |                              |  |  |  |  |  |  |  |  |  |  |  |  |  |  |  |  |  |  |  |  |
|                      |                      |                      |                      |                                                |                                                |                                                |                                                |                                                |                                                |              |              |                                               |                                               |                                               |                                               |                                                      |                                                      |                                                      |                                                      |                                                      |                                                      |                              |                              |                              |                              |  |  |  |  |  |  |  |  |  |  |  |  |  |  |  |  |  |  |  |  |
|                      |                      |                      |                      | Ide de Verdun ép.Eustache II comte de Boulogne | Ide de Verdun ép.Eustache II comte de Boulogne | Ide de Verdun ép.Eustache II comte de Boulogne | Ide de Verdun ép.Eustache II comte de Boulogne | Ide de Verdun ép.Eustache II comte de Boulogne | Ide de Verdun ép.Eustache II comte de Boulogne |              |              | Judith                                        | Judith                                        | Judith                                        | Judith                                        | Judith                                               | Judith                                               |                                                      |                                                      | Manassès III comte de Rethel                         | Manassès III comte de Rethel                         | Manassès III comte de Rethel | Manassès III comte de Rethel | Manassès III comte de Rethel | Manassès III comte de Rethel |  |  |  |  |  |  |  |  |  |  |  |  |  |  |  |  |  |  |  |  |
|                      |                      |                      |                      | Ide de Verdun ép.Eustache II comte de Boulogne | Ide de Verdun ép.Eustache II comte de Boulogne | Ide de Verdun ép.Eustache II comte de Boulogne | Ide de Verdun ép.Eustache II comte de Boulogne | Ide de Verdun ép.Eustache II comte de Boulogne | Ide de Verdun ép.Eustache II comte de Boulogne |              |              | Judith                                        | Judith                                        | Judith                                        | Judith                                        | Judith                                               | Judith                                               |                                                      |                                                      | Manassès III comte de Rethel                         | Manassès III comte de Rethel                         | Manassès III comte de Rethel | Manassès III comte de Rethel | Manassès III comte de Rethel | Manassès III comte de Rethel |  |  |  |  |  |  |  |  |  |  |  |  |  |  |  |  |  |  |  |  |
|                      |                      |                      |                      |                                                |                                                |                                                |                                                |                                                |                                                |              |              |                                               |                                               |                                               |                                               |                                                      |                                                      |                                                      |                                                      |                                                      |                                                      |                              |                              |                              |                              |  |  |  |  |  |  |  |  |  |  |  |  |  |  |  |  |  |  |  |  |
|                      |                      |                      |                      |                                                |                                                |                                                |                                                |                                                |                                                |              |              |                                               |                                               |                                               |                                               |                                                      |                                                      |                                                      |                                                      |                                                      |                                                      |                              |                              |                              |                              |  |  |  |  |  |  |  |  |  |  |  |  |  |  |  |  |  |  |  |  |
| Godefroy de Bouillon | Godefroy de Bouillon | Godefroy de Bouillon | Godefroy de Bouillon | Godefroy de Bouillon                           | Godefroy de Bouillon                           |                                                |                                                | Baudouin Ier                                   | Baudouin Ier                                   | Baudouin Ier | Baudouin Ier | Baudouin Ier                                  | Baudouin Ier                                  |                                               |                                               | Hugues Ier comte de Rethel ép.Mélisende de Montlhéry | Hugues Ier comte de Rethel ép.Mélisende de Montlhéry | Hugues Ier comte de Rethel ép.Mélisende de Montlhéry | Hugues Ier comte de Rethel ép.Mélisende de Montlhéry | Hugues Ier comte de Rethel ép.Mélisende de Montlhéry | Hugues Ier comte de Rethel ép.Mélisende de Montlhéry |                              |                              |                              |                              |  |  |  |  |  |  |  |  |  |  |  |  |  |  |  |  |  |  |  |  |
| Godefroy de Bouillon | Godefroy de Bouillon | Godefroy de Bouillon | Godefroy de Bouillon | Godefroy de Bouillon                           | Godefroy de Bouillon                           |                                                |                                                | Baudouin Ier                                   | Baudouin Ier                                   | Baudouin Ier | Baudouin Ier | Baudouin Ier                                  | Baudouin Ier                                  |                                               |                                               | Hugues Ier comte de Rethel ép.Mélisende de Montlhéry | Hugues Ier comte de Rethel ép.Mélisende de Montlhéry | Hugues Ier comte de Rethel ép.Mélisende de Montlhéry | Hugues Ier comte de Rethel ép.Mélisende de Montlhéry | Hugues Ier comte de Rethel ép.Mélisende de Montlhéry | Hugues Ier comte de Rethel ép.Mélisende de Montlhéry |                              |                              |                              |                              |  |  |  |  |  |  |  |  |  |  |  |  |  |  |  |  |  |  |  |  |
|                      |                      |                      |                      |                                                |                                                |                                                |                                                |                                                |                                                |              |              |                                               |                                               |                                               |                                               | Baudouin II                                          |                                                      |                                                      |                                                      |                                                      |                                                      |                              |                              |                              |                              |  |  |  |  |  |  |  |  |  |  |  |  |  |  |  |  |  |  |  |  |

Le commentaire de Li Estoire de Jerusalem et d'Antioche, rédigée au XIIIe siècle, indique que Manassès était marié à une fille de Godefroy II, duc de Basse Lotharingie. Une charte de 1065 ou de 1066 confirmant les droits de l'église Saint-Vanne de Verdun est signée par les souscripteurs, un comte Manassès et son fils Renaud, et confirmée par le duc Godefroy et la duchesse Béatrice. Cette présence dans l'acte est la trace d'une parenté assez proche.
Cependant, le premier témoignage est tardif, tandis que la charte de 1065 ne précise pas si le comte Manassès était bien celui de Rethel.

### Hypothèse 3: Doda, duchesse de Lotharingie, est fille de Manassès II de Rethel et de Dada
| Manassès II comte de Rethel | Manassès II comte de Rethel | Manassès II comte de Rethel                          | Manassès II comte de Rethel                          | Manassès II comte de Rethel                          | Manassès II comte de Rethel                          |                                                      |                                                      |  |  |                      |                      |                      |                      | Dada                                                  | Dada                                                  | Dada                                                  | Dada                                                  | Dada                                                  | Dada                                                  |              |              |              |              |  |  |  |  |  |  |  |  |  |  |  |  |  |  |
| Manassès II comte de Rethel | Manassès II comte de Rethel | Manassès II comte de Rethel                          | Manassès II comte de Rethel                          | Manassès II comte de Rethel                          | Manassès II comte de Rethel                          |                                                      |                                                      |  |  |                      |                      |                      |                      | Dada                                                  | Dada                                                  | Dada                                                  | Dada                                                  | Dada                                                  | Dada                                                  |              |              |              |              |  |  |  |  |  |  |  |  |  |  |  |  |  |  |
|                             |                             |                                                      |                                                      |                                                      |                                                      |                                                      |                                                      |  |  |                      |                      |                      |                      |                                                       |                                                       |                                                       |                                                       |                                                       |                                                       |              |              |              |              |  |  |  |  |  |  |  |  |  |  |  |  |  |  |
|                             |                             |                                                      |                                                      |                                                      |                                                      |                                                      |                                                      |  |  |                      |                      |                      |                      |                                                       |                                                       |                                                       |                                                       |                                                       |                                                       |              |              |              |              |  |  |  |  |  |  |  |  |  |  |  |  |  |  |
|                             |                             | Manassès III comte de Rethel ép.Judith               | Manassès III comte de Rethel ép.Judith               | Manassès III comte de Rethel ép.Judith               | Manassès III comte de Rethel ép.Judith               | Manassès III comte de Rethel ép.Judith               | Manassès III comte de Rethel ép.Judith               |  |  |                      |                      |                      |                      | Doda ép.Godefroy II le Barbu duc de Basse Lotharingie | Doda ép.Godefroy II le Barbu duc de Basse Lotharingie | Doda ép.Godefroy II le Barbu duc de Basse Lotharingie | Doda ép.Godefroy II le Barbu duc de Basse Lotharingie | Doda ép.Godefroy II le Barbu duc de Basse Lotharingie | Doda ép.Godefroy II le Barbu duc de Basse Lotharingie |              |              |              |              |  |  |  |  |  |  |  |  |  |  |  |  |  |  |
|                             |                             | Manassès III comte de Rethel ép.Judith               | Manassès III comte de Rethel ép.Judith               | Manassès III comte de Rethel ép.Judith               | Manassès III comte de Rethel ép.Judith               | Manassès III comte de Rethel ép.Judith               | Manassès III comte de Rethel ép.Judith               |  |  |                      |                      |                      |                      | Doda ép.Godefroy II le Barbu duc de Basse Lotharingie | Doda ép.Godefroy II le Barbu duc de Basse Lotharingie | Doda ép.Godefroy II le Barbu duc de Basse Lotharingie | Doda ép.Godefroy II le Barbu duc de Basse Lotharingie | Doda ép.Godefroy II le Barbu duc de Basse Lotharingie | Doda ép.Godefroy II le Barbu duc de Basse Lotharingie |              |              |              |              |  |  |  |  |  |  |  |  |  |  |  |  |  |  |
|                             |                             | Hugues Ier comte de Rethel ép.Mélisende de Montlhéry | Hugues Ier comte de Rethel ép.Mélisende de Montlhéry | Hugues Ier comte de Rethel ép.Mélisende de Montlhéry | Hugues Ier comte de Rethel ép.Mélisende de Montlhéry | Hugues Ier comte de Rethel ép.Mélisende de Montlhéry | Hugues Ier comte de Rethel ép.Mélisende de Montlhéry |  |  |                      |                      |                      |                      | Ide de Verdun Eustache II comte de Boulogne           | Ide de Verdun Eustache II comte de Boulogne           | Ide de Verdun Eustache II comte de Boulogne           | Ide de Verdun Eustache II comte de Boulogne           | Ide de Verdun Eustache II comte de Boulogne           | Ide de Verdun Eustache II comte de Boulogne           |              |              |              |              |  |  |  |  |  |  |  |  |  |  |  |  |  |  |
|                             |                             | Hugues Ier comte de Rethel ép.Mélisende de Montlhéry | Hugues Ier comte de Rethel ép.Mélisende de Montlhéry | Hugues Ier comte de Rethel ép.Mélisende de Montlhéry | Hugues Ier comte de Rethel ép.Mélisende de Montlhéry | Hugues Ier comte de Rethel ép.Mélisende de Montlhéry | Hugues Ier comte de Rethel ép.Mélisende de Montlhéry |  |  |                      |                      |                      |                      | Ide de Verdun Eustache II comte de Boulogne           | Ide de Verdun Eustache II comte de Boulogne           | Ide de Verdun Eustache II comte de Boulogne           | Ide de Verdun Eustache II comte de Boulogne           | Ide de Verdun Eustache II comte de Boulogne           | Ide de Verdun Eustache II comte de Boulogne           |              |              |              |              |  |  |  |  |  |  |  |  |  |  |  |  |  |  |
|                             |                             |                                                      |                                                      |                                                      |                                                      |                                                      |                                                      |  |  |                      |                      |                      |                      |                                                       |                                                       |                                                       |                                                       |                                                       |                                                       |              |              |              |              |  |  |  |  |  |  |  |  |  |  |  |  |  |  |
|                             |                             | Baudouin II                                          | Baudouin II                                          | Baudouin II                                          | Baudouin II                                          | Baudouin II                                          | Baudouin II                                          |  |  | Godefroy de Bouillon | Godefroy de Bouillon | Godefroy de Bouillon | Godefroy de Bouillon | Godefroy de Bouillon                                  | Godefroy de Bouillon                                  |                                                       |                                                       | Baudouin Ier                                          | Baudouin Ier                                          | Baudouin Ier | Baudouin Ier | Baudouin Ier | Baudouin Ier |  |  |  |  |  |  |  |  |  |  |  |  |  |  |

Alan V. Murray a proposé une nouvelle hypothèse : un des premiers comtes de Rethel est Manassès II, l’arrière-grand-père de Baudouin II, cité en 1026 et marié  à une certaine Dada. Ce prénom est à rapprocher de Doda, qui est celui de l’épouse de Godefroy II de Lorraine, et la grand-mère maternelle de Godefroy de Bouillon et de Baudouin Ier. Chronologiquement, Doda serait la fille de Manassès et de Dada, ce qui expliquerait la parenté entre les deux Baudouin, lesquels seraient cousins issus de germain.